# أندي هاريسون
أندي هاريسون (بالإنجليزية: Andy Harrison)‏ هو كبير الإداريين التنفيذيين ورائد أعمال بريطاني، ولد في 2 مايو 1957.